# W30 (kolej)

Skład będzie ważony, przejazd przez wagę z prędkością od 3 do 8 km/h

W 30 – wskaźnik kolejowy oznaczający prędkość, z jaką należy przejeżdżać przez automatyczną wagę podczas ważenia składu.
Ma formę matowobiałego światła na jasnoniebieskim tle, a na nim napis „Waga x km/h” gdzie x oznacza prędkość przejazdu w km/h. Świetlny wskaźnik W 30 umieszcza się we właściwej odległości (zgodnie z dokumentacją techniczną wagi) przed wagą, z obu jej stron; wyświetlony wskaźnik W 30 oznacza, że skład będzie ważony i należy przejeżdżać przez wagę z prędkością określoną na wskaźniku.